# Günter Jauch
Günter Jauch (ur. 17 stycznia 1965) – niemiecki szpadzista, srebrny medalista mistrzostw świata.

## Kariera sportowa
Podczas mistrzostw świata w Denver w 1989 roku reprezentanci RFN w składzie: Elmar Borrmann, Robert Felisiak, Stefan Hörger, Thomas Gerull i Günter Jauch zdobyli srebrny medal w turnieju drużynowym. Był to jedyny medal wywalczony przez Jaucha w zawodach tego cyklu. W turnieju indywidualnym zajął tam 38. miejsce.
Nigdy nie wziął udziału w igrzyskach olimpijskich.
Zdobywca złotego medalu w szpadzie drużynowej na mistrzostwach Europy w Wiedniu w 1991. 
W latach 1990 i 1992 zdobywał indywidualne mistrzostwo kraju.